# Wolfgang Kapp
Wolfgang Kapp (New York, 24 luglio 1858 – Lipsia, 12 luglio 1922) è stato un giornalista e politico tedesco organizzatore di un tentativo di colpo di Stato ai danni della Repubblica di Weimar.

## Biografia
Kapp nasce a New York, dove il padre Friedrich Kapp (attivista ed in seguito parlamentare del Partito Nazionale Liberale) si era rifugiato dopo il fallimento delle rivoluzioni del 1848. Nel 1870 la famiglia Kapp torna in Germania e Wolfgang studia a Berlino. Nel 1884 sposa Margarete Rosenow grazie alla quale inizia a frequentare gli ambienti conservatori della politica tedesca. Nel 1886 si laurea in giurisprudenza all'Università di Tubinga ed inizia a lavorare presso il Ministero delle finanze.

### In politica
Dopo aver lavorato per qualche tempo presso il Ministero delle finanze, Kapp fonda un istituto di credito agricolo in Prussia Orientale e inizia a frequentare gli Junker della zona.
Durante la prima guerra mondiale, scrive un pamphlet intitolato Die Nationalen Kreise und der Reichskanzler contro il cancelliere Theobald von Bethmann Hollweg criticando la politica estera ed interna del governo.
Nel 1917 assieme ad Alfred von Tirpitz fonda il Partito Tedesco della Patria (Deutsche Vaterlandspartei) che riunisce molti esponenti della destra conservatrice tra cui il generale Erich Ludendorff e Waldemar Pabst. Il partito di Kapp si batteva per la revisione del trattato di Versailles e la restaurazione della monarchia. Kapp sosteneva, così come molti altri esponenti della destra nazionalista, che la disfatta tedesca nella Grande Guerra fosse stata causata dalla cosiddetta coltellata alla schiena di elementi antitedeschi che avevano causato il crollo del fronte interno del Reich.

### Il Putsch
Nel marzo del 1920 il generale Walther von Lüttwitz autorizzò il leader dei Freikorps Hermann Ehrhardt a servirsi di alcune brigate di marina per occupare Berlino. Kapp e Lüttwitz proclamarono la creazione di un nuovo governo e di un nuovo Stato ed il governo legittimo riparò prima a Dresda e poi a Stoccarda. Il tentativo di colpo di Stato tuttavia fallì dopo appena due giorni a causa dell'opposizione della maggior parte degli apparati statali e dell'opinione pubblica. L'SPD in particolare indisse uno sciopero generale per difendere la Repubblica di Weimar dal putsch. A seguito del fallimento del tentativo di putsch, Kapp fuggì in Svezia. Nell'aprile 1922, gravemente malato di cancro tornò in Germania per spiegare le proprie ragioni dinanzi alla Corte di giustizia. Morirà poco dopo mentre si trovava nel carcere di Lipsia.